# Несмотря ни на что
«Несмотря ни на что» (англ. Against All Odds; также известен как «Наперекор всему») — ремейк классического нуара «Из прошлого» (1947), снятый в 1984 году в США режиссёром Тэйлором Хэкфордом. 
Известен благодаря прозвучавшей в нём песне Against All Odds (Take a Look at Me Now), которая возглавила американские чарты.

## Сюжет
Нуждающийся в деньгах Терри Броган, ветеран калифорнийского футбола, соглашается на предложение своего приятеля Джейка Уайза выследить его подружку Джесси, которая сбежала от него в Мексику. Поскольку отец Джесси владеет футбольной командой, Броган надеется благодаря этому знакомству вернуться в профессиональный спорт. 
Встреча Терри и Джесси предсказуемо перерастает в роман, однако неожиданно для главного героя девушка возвращается в Лос-Анджелес и возобновляет отношения с Уайзом. Терри начинает понимать, что дело не так просто, как ему казалось.

## В ролях
| Актёр          | Роль                |
| -------------- | ------------------- |
| Рэйчел Уорд    | Джесси Уайлер       |
| Джефф Бриджес  | Терри Броган        |
| Джеймс Вудс    | Джейк Уиз           |
| Алекс Каррас   | Хэнк Салли          |
| Джейн Грир     | миссис Грейс Уайлер |
| Ричард Уидмарк | Бен Кэкстон         |
| Дориан Хэрвуд  | Томми               |
| Свуси Кёрц     | Эди                 |
| Сол Рубинек    | Стив Кирш           |
| Пэт Корли      | Эд Филлипс          |